# روسیه کوچک
روسیه کوچک، روس کوچک یا مالوروسیه (روسی: Малая Русь، Малая Россия، Малороссия؛ اوکراینی: Мала Русь، اوکراینی: Малоросія؛ روس صغیر از : Μικρὰ Ῥωσία)، یک اصطلاح جغرافیایی و تاریخی است که برای توصیف سرزمین‌های امروزی اوکراین استفاده می‌شود. این عنوان برای نخستین بار در سال ۱۳۳۵ میلادی به کار رفت.